# Vietnámi magyar kontingens
A vietnámi magyar kontingens a vietnámi háború utolsó szakaszában teljesített szolgálatot a Nemzetközi Ellenőrző és Felügyelő Bizottság (NEFB) kötelékében. Ezt az 1973. január 27-én aláírt párizsi béke megállapodás tette lehetővé. Ennek következtében négy felügyelő ország; Lengyelország, Indonézia, Kanada és Magyarország teljesített szolgálatot Vietnámban a NEFB tagjaként.
A párizsi béke megállapodás részletezte a feladatukat, amely során a NEFB-en belül megfigyelők voltak és ezekről jelentéseket tettek:
• Fogolycsere és fegyverzetcsere a két vietnámi ország között
• Felügyelni a tűzszünetet, a csapatkivonásokat és az amerikai katonai támaszpontok felszámolását
• Kikötők és légi támaszpontok ellenőrzése a kijelölt dél-vietnámi régiókban.
A megállapodás biztosította Dél-Vietnám önrendelkezési jogát, de engedélyezte a délen tartózkodó északi csapatok maradását is. A kiegyezés két fő letéteményesét, Henry Kissingert és Le Duc Tho-t béke Nobel díjjal jutalmazták.
A magyar kontingensben a katonák mellett polgári személyek is delegáltatták magukat 1973. január 26. és 1975. május 8-a között, ahová 3 turnusban utaztak ki.
A NEFB keretében végzett munka mellett fontos volt a hétköznapi élet kialakítása is. A személyi állomány részére biztosítani kellett a sport és kulturális lehetőségeket
A magyar csoport központi elhelyezési körletében egy központi klubot hoztak létre,amely az alábbi helyiségeket foglalta magába: klubhelyiség, olvasó, könyvtár, büfé, raktár, fotólabor, televíziók, rádiók, magnó és filmvetítő. A misszió tagjai kirándulásokon is részt vettek. Ennek során, számos vidéket bejártak az előírás szerint, civil ruházatban.
A csoport tagjai a vásárlásra kétfajta kártyát kaptak. A kék színű kártya volt alkalmas a kantináruk vásárlására, míg a fehér színű a műszaki áruk vásárlását tette lehetővé. Ez csak az amerikai árukra vonatkozott. Vásárolni azonban szabadon lehetett.